# Tina (género)
Tina é um género de árvores tropicais da família das sapindáceas, nativas de África e Madagáscar.

## Espécies
Tina alata

Tina anomala

Tina apiculata

Tina bongolavensis

Tina chapelieriana

Tina conjugata

Tina cupanioides

Tina dasycarpa

Tina erecta

Tina fugax

Tina fulvinervis

Tina gelonium

Tina glabra

Tina gypsophiloides

Tina isaloensis

Tina isoneura

Tina lancifolia

Tina leiocalyx

Tina leptophylla

Tina longipedunculata

Tina macrophylla

Tina madagascariensis

Tina multifoveolata

Tina parviflora

Tina polyphylla

Tina pringlei

Tina recta

Tina sprucei

Tina standleyi

Tina striata

Tina thouarsiana

Tina trijuga

Tina tsaratanensis

Tina umbellata

Tina unifoveolata

Tina velutina

Tina violacea